# Наджа, Имад
Имад Наджа (араб. عماد نجاح‎  , 19 февраля 1991, Утрехт, Нидерланды) — марокканский футболист, полузащитник любительского клуба ДХСК.
Участник Олимпийских игр-2012 в Лондоне.

## Клубная карьера
Наджа — воспитанник футбольной академии нидерландского клуба ПСВ. В 2012 год для получения игровой практики Имад перешёл в «Валвейк». В августе в матче против АДО Ден Хааг он дебютировал в Эредивизи. 10 ноября в поединке против «Утрехта» Наджа забил свой первый гол за «Валвейк».

## Международная карьера
В 2010 году в составе юношеской сборной Нидерландов Наджа принял участие в юношеском чемпионате Европы во Франции. На турнире он сыграл в матчах против команд Франции и Англии.
В 2012 году Имад принял предложение марокканской Федерации футбола выступать за свою историческую родину. Летом того же года в составе олимпийской сборной Марокко Наджа принял участие в Олимпийских играх в Лондоне. На турнире он сыграл в матчах против команд Японии и Гондураса.